# あなたが待ってる
「あなたが待ってる」（あなたがまってる）は、2017年2月22日に発売されたTHE BACK HORNの25枚目のシングル。

## 概要
表題曲「あなたが待ってる」は10年来の付き合いであるシンガー・ソングライター宇多田ヒカルとの共同プロデュース曲で、宇多田は作詞、編曲に加え、プレイヤーとしてもピアノ、バックグラウンドボーカルで参加している。ギターの菅波栄純がメロディを作る中で「ボーカル山田将司と一緒に宇多田ヒカルの歌声が聞こえた」ことをきっかけに、デモ音源を添えて宇多田に参加をオファーしたところ彼女がこれを快諾し、制作が進められた。宇多田の「歌詞や楽曲アレンジも一緒に考えていきたい」という意向を受け、楽曲には新たな歌詞が書き加えられた。さらに宇多田はバンドアンサンブル、ピアノやストリングスのアレンジにも積極的にアイディアを提案、4日間に及んだレコーディングはメンバーと宇多田の間で様々な意見を交わしながら進められた。

## 収録曲
| 全作曲: 菅波栄純。 |                      |                        |            |                             |      |
| #                  | タイトル             | 作詞                   | 作曲・編曲 | 編曲                        | 時間 |
| 1.                 | 「あなたが待ってる」 | 菅波栄純、宇多田ヒカル | 菅波栄純   | 宇多田ヒカル、THE BACK HORN | 4:58 |
| 2.                 | 「始まりの歌」       | 菅波栄純               | 菅波栄純   | THE BACK HORN               | 4:03 |

| #  | タイトル                                   | 作詞 | 作曲・編曲 | 監督 | 時間 |
| -- | ------------------------------------------ | ---- | ---------- | ---- | ---- |
| 1. | 「あなたが待ってる」(ミュージック・ビデオ) |      |            |      | 5:25 |